# Epicauta vittata
Epicauta vittata — вид нарывников из подсемейства Meloinae. Встретить взрослых жуков можно в разное время в зависимости от местообитания: с июня по сентябрь в Северной Каролине, с мая по октябрь в Арканзасе и с апреля по июнь во Флориде. Внешне схожи два вида из одноимённого рода: Epicauta occidentalis и Epicauta temexa.

## Распространение
Распространён на востоке и центральной части Соединённых Штатов, на юг до Флориды, на запад до Южной Дакоты, Канзаса и Техаса. Также отмечен в Квебеке и в Онтарио.

## Описание
Жук достигает длины 12—18 мм, окрашен в бледно-жёлтый и рыжий цвета с чёрными продольными полосами расположенными по всему телу от самой головы до кончина надкрылий, на голове имеются 2 чёрные полоски, на надкрыльях — 6. Лапки и усики чёрные местами буроватые.

## Экология
Жук питается на различных растениях, в частности на паслёновых (Solanaceae).